# Bleptina ningpoalis
Bleptina ningpoalis är en fjärilsart som beskrevs av John Henry Leech 1889. Bleptina ningpoalis ingår i släktet Bleptina och familjen nattflyn. Inga underarter finns listade i Catalogue of Life.